# Lutherplatz (Kassel)

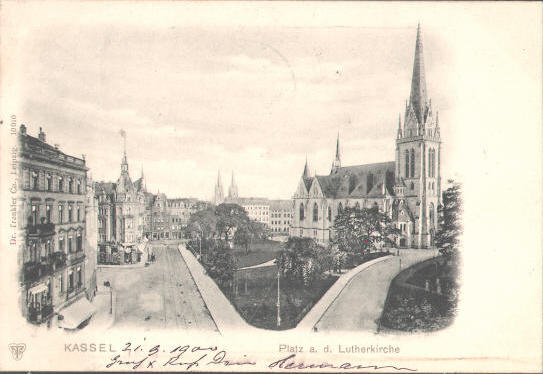
Postkartenansicht aus der Gründerzeit mit Blick auf die Giesbergstraße um 1900

Der Lutherplatz in Kassel ist ein im Späthistorismus entstandener Bereich, der sich ursprünglich auf den Totenhof der Lutheraner Gemeinde der Neustadt bezieht.

## Lage
Der Lutherplatz wird begrenzt durch die Rudolf-Schwander-Straße im Westen, die Kurt-Schumacher-Straße im Norden und die Mauerstraße im Osten. Im Südosten grenzen die Einkaufszentren City-Point und Kurfürstengalerie an.

## Bebauung
Auf dem Platz steht der 76 Meter hohe Turm der Lutherkirche. Die 1897 eingeweihte Kirche wurde im Zweiten Weltkrieg schwer beschädigt und anschließend bis auf den Turm abgetragen. 1970 wurde in direkter Nachbarschaft ein Neubau errichtet.
Im Norden des Platzes nutzte die Kulturinitiative TRA.FO von 2002 bis 2013 ein Trafohaus für Kunstausstellungen, Musikprojekte, Performances und Workshops.

## Geschichte
Seit 1564 ist eine Nutzung als Friedhof nachgewiesen, Bestattungen fanden bis 1843 statt. Eine der noch erhaltenen Grabstätten ist die von Dorothea Grimm, der Mutter von Jacob und Wilhelm Grimm (gestorben 1808). Weitere noch erhaltene Gräber sind die von Carl Schomburg (erster Casseler Oberbürgermeister, * 1791, † 1841), Friedrich Wilhelm I. (letzter Kurfürst von Hessen-Kassel, * 1802, † 1875) und der kurfürstlichen Familie und von Heinrich Christoph Jussow (Architekt und Gartengestalter, * 1754, † 1825). Alle genannten Gräber sind Ehrengräber der Stadt Kassel.